# Église Saint-Gildas de Magoar
L'église Saint-Gildas est une église catholique située à Magoar, en France.

## Localisation
L'église est située dans le département français des Côtes-d'Armor, sur la commune de Magoar.

## Historique
L'édifice est classé au titre des monuments historiques en 1929.